# 並列 (文法)
並列（へいれつ、Parataxis, ギリシャ語：parátaxis）とは、独立した文（おもに句）を、従属節を外して並べる文学技法のこと。それぞれの文と文の依存関係（従位・等位）を明らかにする「従列（Hypotaxe）」とは対照的なものである。

## 概略
並列において、それぞれの文は「および（and）」や「あるいは（or）」といった等位接続詞で繋がれるか（接続詞畳用）、あるいは接続詞なしにコンマなどで繋がれるか（接続詞省略）のどちらかになる。文は内容の要点のみを述べ、語り口はシンプルである。並列のスタイルは、飾り気がなく、それぞれが特徴的な一方で、有無を言わさず線形的論証を述べてしまう可能性もある。そのため並列のスタイルは、記憶に残りやすいよう一つの句を短くすることが多い広告文で好んで用いられる。

## 例
- 来た、見た、勝った（Veni, vidi, vici） - ガイウス・ユリウス・カエサル
- Mooser ist krank. Er liegt im Bett.（モーゼルは病気である。彼/彼女は床に伏している。）

他にも、フランツ・カフカや、テオドール・フォンターネなどの写実主義文学、初期表現主義の叙情詩、歴史家、推理小説などで並列は使われている。